# Guillaume de Malmesbury
Guillaume de Malmesbury, né vers 1090-1095 et décédé vers 1143, est un moine bénédictin de l'abbaye de Malmesbury (Wiltshire - Angleterre), homme de lettres, chroniqueur et historien anglo-normand. Il est parfois aussi nommé William Somerset en anglais, car il serait né dans ce comté.

## Biographie
Ses dates de naissance et de décès ne sont pas connues précisément. Dans un commentaire écrit peu après 1135, il écrit qu'il est un quadrigenarius. Si par cela il entend qu'il est un quadragénaire plutôt qu'il a quarante ans, alors il pourrait être né vers la fin des années 1080. Il est toujours en vie à la fin de l'année 1142, au moment où sa chronique des événements contemporains s'arrête soudainement. Comme il avait écrit plus tôt qu'il continuerait d'écrire sa chronique jusqu'à son dernier souffle, il est probable que son travail est interrompu par sa mort.
Guillaume de Malmesbury devient oblat à l'abbaye de Malmesbury alors qu'il est enfant ou adolescent. Plus tard, il devient le chantre responsable de la liturgie et le bibliothécaire de la communauté. En 1140, il refuse la fonction d'abbé qui lui est proposée. Sa seule vie publique connue se résume à avoir été le représentant de son abbaye aux conciles de Winchester en 1139 et 1141.

## Œuvres littéraires

### Carrière littéraire
Il est un lecteur passionné de tous les sujets que peut lui fournir sa bibliothèque, comme les classiques grecs et romains, la théologie, les lois civiles et canoniques. Il s'intéresse aussi beaucoup à l'histoire, et il considère Bède le Vénérable († 735) comme un héros. De son propre passage à l'écriture, il écrit :
« Non satisfait par les travaux passés, l'envie d'écrire moi-même a commencé à me démanger, non pas pour étaler ma plus ou moins inexistante érudition, mais pour mettre en lumière les choses perdues dans la poubelle du passé. »
— Guillaume de Malmesbury, Gesta regum Anglorum, prologue'
Sa plus ancienne œuvre connue est une histoire des papes, le Liber pontificalis, qu'il finit de rédiger peu après 1119. En 1118, la reine Mathilde, l'épouse d'Henri Ier Beauclerc, rend visite à son abbaye, pour commander un récit écrit de la relation de parenté entre la famille royale anglaise et le fondateur de l'abbaye de Malmesbury, saint Aldhelm († v. 710). Il semble que ce soit l'événement déclencheur de son œuvre la plus populaire et influente, le Gesta Regum Anglorum (Les actions des rois d'Angleterre), qui retrace l'histoire de l'Angleterre depuis la mort de Bède le Vénérable en 735 jusqu'à 1125. Son travail est terminé vers 1126, mais il continue à le réviser et à en améliorer le style jusqu'en 1134.
De 1125 à 1135, Guillaume de Malmesbury est particulièrement prolifique. Vers le début de cette décennie, il termine un travail parallèle à son Gesta Regum Anglorum, mais qui raconte l'histoire du clergé anglais, le Gesta pontificum Anglorum (Les actions des évêques d'Angleterre). Il semble avoir voyagé dans toute l'Angleterre pour recueillir du matériel pour ses travaux. Cette œuvre a d'ailleurs été décrite comme une « gazette ecclésiastique ».
Peu après 1129, il visite l'importante abbaye de Glastonbury, et écrit un récit de la vie des premiers saints locaux, puis écrit la fameuse monographie De Antiquitate Glastoniensis Ecclesiae (L'histoire antique de l'église de Glastonbury). Dans ce travail sur la revendication de Glastonbury d'abriter la plus ancienne église hors sous-sol au monde, il fait preuve d'une honnêteté qui ne satisfait pas les moines locaux. L'œuvre ne nous est parvenue que sous une forme très largement révisée. Il écrit aussi, à une date incertaine, une histoire de la vie de saint Wulfstan de Worcester pour les moines de Worcester.
Il abandonne l'histoire quelque temps et se consacre à la rédaction d'œuvres plus en relation avec les aspirations de sa vie monastique. C'est à cette époque qu'il écrit De miraculis beatae Virginis Mariae (Les miracles de la Vierge Marie), Defloratio Gregorii (Les travaux de saint Grégoire), le Abbreviatio Amalarii (L'œuvre liturgique d'Amalarius de Metz). En dehors de la rédaction d'œuvres originales, il écrit aussi des anthologies, notamment en 1129, il produit une compilation sur l'histoire romaine.
Vers 1140, il revient à sa matière préférée et entame son Historia novella (Histoire contemporaine), qui couvre les événements contemporains à partir de 1135. Il est possible que la période 1125-1135 ait été couverte par trois petits livres de chroniques qui sont aujourd'hui perdus.
Ses voyages dans toute l'Angleterre et ses travaux historiques l'amènent probablement à rencontrer Eadmer de Cantorbéry et Jean de Worcester, moine et chroniqueur. Il est aussi concevable qu'il ait été en relation avec l'autre grand historien de son époque, Orderic Vital. Il est patronné par Robert, le comte de Gloucester et fils illégitime d'Henri Ier à qui il dédie quelques ouvrages.
Guillaume de Malmesbury est un auteur très prolifique, et étant donné le peu de temps qu'il aurait eu à consacrer à cette activité en tant que moine bénédictin, il est certain qu'il dut bénéficier d'un aménagement de la règle bénédictine.

### Critique et réputation
D'après Christopher Tyerman, la réputation posthume de Guillaume de Malmesbury tient particulièrement à son œuvre littéraire très variée, ce qu'aucun historien n'avait fait depuis Bède le Vénérable. Rodney Thomson estime qu'il est le plus grand historien anglais depuis Bède, et l'européen le plus instruit de son époque. Pour lui, il est un exemple de jugement intelligent et imaginatif, et de l'expression élégante.
Selon Tyerman, le travail historique de l'écrivain avait pour but de réconcilier l'histoire anglaise pré et post-conquête. Même si Guillaume de Malmesbury revendique avoir un point de vue objectif, son récit de la conquête normande est calqué sur la propagande normande, et son traitement de la guerre civile entre Étienne d'Angleterre et Mathilde l'Emperesse (entre 1139 et 1153) est clairement celui d'un partisan de cette dernière.
Tyerman conclut que l'historien est certes l'auteur d'une œuvre historique impressionnante, mais qu'en même temps, il fut un opportuniste politique qui fit une description très doucereuse du cruel Henri Ier († 1135) et qui réserva à Guillaume le Roux († 1100) un traitement particulièrement pudibond.

### Liste des œuvres originales
Ci suit une liste de ses travaux originaux :
- Liber pontificalis (Histoire des papes), vers 1119 ;
- Gesta regum Anglorum (Les actions des rois d'Angleterre), 1125 ;
- Gesta pontificum Anglorum (Les actions des évêques d'Angleterre), 1125-1126 ;
- Historia novella (Histoire contemporaine) ;
- De Antiquitate Glastoniensis Ecclesiae (L'histoire antique de l'Église de Glastonbury), vers 1129 ;
- Vita S. Dunstani (La vie de saint Dunstan) ;
- Passio S. Indracti (Le culte de saint Indracte), en grande partie perdu ;
- Vita S. Benigni (La vie de saint Benoît), perdu ;
- Vita Patricii (La vie de Patrick), en grande partie perdu ;
- Vita Wulfstani (La vie de Wulfstan) ;
- Defloratio Gregorii (Les travaux de saint Grégoire) ;
- Abbreviatio Amalarii (L'œuvre liturgique d'Amalarius de Metz) ;
- De miraculis beatae virginis Mariae (Les miracles de la Vierge Marie) ;
- Commentary on Lamentations (Commentaires sur les Lamentations) ;
- Polyhistor deflorationum ;
- Epistola ad Petrum de Iohanne Scoto (« Lettres à Jean Scot sur Saint Pierre ») ;
- Itineriarium Iohannis abbatis (Récit du voyage de Jean, moine de Malmesbury, à Rome), perdu.

Il existe quelques preuves de l'existence d'autres œuvres, mais celles-ci ne nous sont pas parvenues.

### Sources
- Rodney M. Thomson, « Malmesbury, William of (b. c.1090, d. in or after 1142) », dans Oxford Dictionary of National Biography, Oxford University Press, 2004. Accédé en décembre 2008.
- « William of Malmesbury », Christopher Tyerman, Who's Who in Early Medieval England, 1066-1272, Shepheard-Walwyn, 1996 (ISBN 0856831328), p. 110-113.